# Спомен-комплекс Стратиште
Спомен-комплекс „Стратиште“ је комплекс који се налази на 6 км од Панчева на путу Панчево–Јабука. Комплекс је коначно уређен 1981. године, када је на његовом месту подигнут споменик „Бразда“.
Од 1941. до 1944. године, на овом је месту по наредби шефа полиције Панчева побијено од десет до дванаест хиљада Срба, Рома и Јевреја. Године 1945, у спомен на почињене злочине, првобитно је била подигнута спомен-пирамида.
Архитекта Небојша Деља добио је, 1970. године, задатак адекватног уређења спомен-комплекса. Тада је по његовој замисли споменик требало да буде асоцијативна стилизација бразде, заоране на косој, затравњеној површини, изливена у гусу да би с временом зарђала и добила припадну патину и боју земље. Након неколико измена првобитног идејног решења, споменик је коначно откривен 22. новембра 1981. године.
Спомен-комплекс се састоји од скулптуралног дела са манифестационим платоом, отвореног амфитеатра са сценом и гледалиштем, приступне стазе и приступног платоа и чуварске куће. Споменик као композициона целина симболизује заорану бразду кроз два идентична монумента постављена симетрично на међусобном растојању од три метра. Висина споменика је пет метара. У центру приступног платоа налази се место за полагање венаца са стиховима Васка Попе и звездом петокраком, изливеним у бронзи. Ово знаменито место од посебног је историјског значаја као место једног од највећих страдања у Другом светском рату у нашој земљи.
Гледајући кроз процеп на споменику, посетилац уочава злослутну мочвару Тамиша, чиме се додатно наглашава трагедија која се овде десила.
Споменик је претрпео оштећења 2011. године и неколико пута током 2013, када су одломљени крајеви са задње леве бразде. Ипак, споменик је претрпео највећа оштећења у јулу, када је читава једна бразда (око 3 тоне бронзе) однета.